# Michael Fancutt
Pour les articles homonymes, voir Fancutt.
Michael Fancutt, né le 20 février 1961 à Brisbane, est ancien joueur de tennis australien.

## Palmarès

### Titre en double (1)
- 1987 : St. Vincent (avec Charles Bud Cox)

### Finales en double (2)
- 1984 : Hilversum (avec Broderick Dyke)
- 1986 : St. Vincent (avec Charles Bud Cox)

### Autres performances
- Vainqueur de l'Open d'Australie junior en double en 1978 et 1979
- Demi-finale en double à l'Open d'Australie 1984 avec Peter Doohan
- Demi-finale en double au tournoi de Wimbledon 1984 avec Peter Doohan